# Mondseeska kultura
Mondseeska kultura je kasnoneolitička i eneolitička kultura. Datira se između 3800. i 2800. pr. Kr. 
Nalazište Mondsee, u kojem su pronađeni ostaci sojeničkog naselja i ostalih artefakta, nalazi se u regiji Salzkammergut, Austrija. Istraživao ga je Matthäus Much od 1864. do 1870.
U znanosti je raspravljana njezina povezanost s alheimskom kulturom. Mondseeska kultura je prva kultura u srednjoj Europi koja je imitirajući vinčansku kulturu kovala bakar. 
Ötzi ili Ledeni čovjek, koji je živio prije oko 5300 godina, pronađen je u rujnu 1991. kada je dvoje alpinista u blizini Similaunskog ledenjaka u Ötztalskim Alpama, u južnom Tirolu na granici Austrije i Italije, otkrilo njegovo mrtvo tijelo na visini od 3200 m. Njegova je bakrena sjekira, prva sjekira kojoj je sačuvana i drvena drška Ötzijeva sjekira je izrađena od bakra iz Mondseea.